# Itaj Tiran
Itaj Tiran (hebr. איתי טיראן, ur. 23 marca 1980 w Petach Tikwie) – izraelski aktor, lewicowy propalestyński działacz polityczny, pochodzący z rodziny o korzeniach aszkenazyjskich.

## Kariera
Był wielokrotnie nagradzany w Izraelu za swoje role teatralne (Israeli Theater Awards, Edna Flidel), m.in. w dramatach szekspirowskich. Po 2000 roku Tiran wystąpił w szeregu izraelskich i obcych produkcji filmowych, m.in.: Forgiveness (2006, reż. Udi Aloni), Dług (2007, reż. Assaf Bernstein), Twierdza Beaufort (2007, reż. Joseph Cedar), Liban (2009, reż. Szemu’el Ma’oz), Ci, którzy żyją i umierają (2012, reż. Barbara Albert), W pogoni za nieszczęściem (2012, reż. Sherry Hormann), Biegnij, chłopcze, biegnij (2013, reż. Pepe Danquart), Ruszanie pod górę (2014, reż. Oren Shtern), W górę i w dół (2015, reż. Elad Keidan), Demon (2015, reż. Marcin Wrona).